# Павлов, Михаил Иванович
Михаил Иванович Павлов (?—1837) — русский военный, полковник (1820), герой русско-турецкой войны 1828-1829 гг. и Польской кампании 1831 года.

## Биография
1 июля 1819 года произведен в подполковники. Командовал 3-й легкой ротой 18-й артиллерийской бригады.
24 апреля 1828 года произведен в полковники. В этом чине в 1829—1830 годах был командиром 8-й артиллерийской бригады и батарейной роты № 1, а в 1830—1832 годах — 5-й артиллерийской бригады и батарейной роты № 1.

## Награды
- Орден Святого Владимира 3-й степени (21 августа 1828)
- Орден Святого Георгия 3-й степени (№ 456, 18 октября 1831) — «В воздаяние отличнаго мужества и храбрости, оказанных 25 и 1831.08.26 года при штурме варшавских укреплений».
- Также был награждён другими орденами Российской империи.